# Enganyapastors cuacurt
L'enganyapastors cuacurt (Lurocalis semitorquatus) és una espècie d'ocell de la família dels caprimúlgids (Caprimulgidae).

## Hàbitat i distribució
Habita boscos, clars i zones pantanoses de la zona neotropical, des de l'est de Chiapas, a través d'Amèrica Central fins a Sud-amèrica, al nord de Colòmbia, Veneçuela, Trinitat, Guaiana, est de l'Equador, est del Perú, nord i est de Bolívia, oest, nord-oest, est i sud del Brasil i nord de l'Argentina.

## Subespècies
S'han descrit 5 subespècies:
- L. semitorquatus nattererii (Temminck, 1822). Est de l'Equador i de Perú, i des del vessant sud de la conca amazònica fins al nord de l'Argentina. Alguns autors han considerat aquesta varietat una espècie de ple dret.[2]
- L. semitorquatus noctivagus Griswold, 1936. Des de Costa Rica fins al nord-oest de l'Equador.
- L. semitorquatus schaeferi William Henry Phelps et William Henry Phelps Jr., 1952. Nord de Veneçuela.
- L. semitorquatus semitorquatus (Gmelin JF, 1789). Des del nord de Colòmbia fins a les Guaianes, nord de Brasil, Trinitat i Tobago.
- L. semitorquatus stonei Huber, 1923. Des de Chiapas fins al nord-est de Nicaragua.